# Anhui
Anhui (fil), tidigare känt som Anhwei är en provins i östra Kina. Den har en yta på 139 427 km² och hade en befolkning på drygt 59 miljoner invånare 2010.

## Geografi
Provinshuvudstad är Hefei. Genom provinsen flyter floderna Yangtze och Huai. I södra Anhui ligger bergskedjan Huangshan, som blivit utsett till världsarv.
Den del, som ligger söder om Yangtze, fylls av Nanshans höjder och producerar utom bomull stenkol, järnmalm och stora mängder grönt te. Slättbygden norr om floden är ett fruktbart åkerbruksland (ris,
te, silke).

## Historia
I området låg det historiska riket Wan, från vilket provinsen fått sin förkortning.
Provinsen grundades 1662, när provinsen Jiangnan delades i Jiangsu och Anhui. Provinsens namn är en kombination av prefekturerna Anqing och Huizhou. Provinshuvudstad var Anqing fram till 1952, då den ersattes med Hefei.

## Administrativ indelning
Provinsen är idag indelad i 16 prefekturer, eller städer på prefekturnivå som de även kallas.
| Karta           | Nr        | Namn     | Kinesiska     | Pinyin  | Yta        | Invånare (2010) |
| --------------- | --------- | -------- | ------------- | ------- | ---------- | --------------- |
| Områden i Anhui |           |          |               |         |            |                 |
| 1               | Hefei     | 合肥市   | Héféi shì     | 11 323  | 7 457 027  |                 |
| 2               | Anqing    | 安庆市   | Ānqìng shì    | 15 317  | 5 311 379  |                 |
| 3               | Bengbu    | 蚌埠市   | Bèngbù shì    | 5 945   | 3 164 467  |                 |
| 4               | Bozhou    | 亳州市   | Bózhōu shì    | 8 110   | 4 850 657  |                 |
| 5               | Chizhou   | 池州市   | Chízhōu shì   | 8 272   | 1 402 518  |                 |
| 6               | Chuzhou   | 滁州市   | Chúzhōu shì   | 13 398  | 3 937 868  |                 |
| 7               | Fuyang    | 阜阳市   | Fǔyáng shì    | 9 979   | 7 599 918  |                 |
| 8               | Huaibei   | 淮北市   | Huáiběi shì   | 2 802   | 2 114 276  |                 |
| 9               | Huainan   | 淮南市   | Huáinán shì   | 2.526   | 2 333 896  |                 |
| 10              | Huangshan | 黄山市   | Huángshān shì | 9 807   | 1 358 980  |                 |
| 11              | Lu'an     | 六安市   | Lù'ān shì     | 18 141  | 5 611 701  |                 |
| 12              | Ma'anshan | 马鞍山市 | Mǎ'ānshān shì | 4 126   | 2 202 899  |                 |
| 13              | Suzhou    | 宿州市   | Sùzhōu shì    | 9 787   | 5 352 924  |                 |
| 14              | Tongling  | 铜陵市   | Tónglíng shì  | 1 113   | 723 958    |                 |
| 15              | Wuhu      | 芜湖市   | Wúhú shì      | 5 767   | 3 545 067  |                 |
| 16              | Xuancheng | 宣城市   | Xuānchéng shì | 12 340  | 2 532 938  |                 |
|                 | Totalt    |          |               | 139.427 | 59 500 473 |                 |

## Politik i Anhui
Den politiska makten i Anhui utövas officiellt provinsen Anhuis folkregering, som leds av den regionala folkkongressen och guvernören i provinsen. Dessutom finns det en regional politiskt rådgivande konferens, som motsvarar Kinesiska folkets politiskt rådgivande konferens och främst har ceremoniella funktioner. Provinsens guvernör sedan mars 2015 är Li Jinbin.
I praktiken utövar dock den regionala avdelningen av Kinas kommunistiska parti den avgörande makten i Anhui och partisekreteraren i regionen har högre rang i partihierarkin än guvernören. Sedan maj 2015 heter partisekreteraren Wang Xuejun.